# 長岡敬二郎
長岡 敬二郎（ながおか けいじろう、1966年8月15日 - ）は、日本の音楽家、ドラム、パーカッション奏者である。東京都出身。

## 略歴
ドラマー、パーカッショニスト。ブラジルの花形パーカッション、パンデイロの専門家。ドラムを日本のジャズドラマー、ジョージ大塚に師事。ブラジルパーカッションをリオ・デ・ジャネイロの人間国宝パンデイロプレイヤーであるジョルジーニョ・ド・パンデイロ、セルシーニョ・シルヴァ、サン・パウロのオズヴァルヂーニョ・ダ・クイーカに師事。日本で初めての、パンデイロだけに焦点を絞った教則本、教則DVDを発売した。

## サポートアーティスト
南佳孝、シルヴィア、石川ひとみ、沢田知可子、辛島美登里、小林明子、小野リサなど。

## 書籍・アルバム・DVD

### 書籍
- 『ブラジリアンパーカッション パンデイロ』 中央アート出版 2005年 ISBN 9784813603108

### アルバム
- EUROPA （2001年、MIDI CRIATIVE）
- LANÇA PERFUME （2013年、MARIA-MOLE-MUSIC）

### 参加アルバム
- JAZZで聴く〜TSUNAMI /桑田佳祐作品2 LOVE AFFAIR 〜秘密のデート（2000年、トーマス・ハーデン・トリオ/ビクターエンタテインメント）
- MA-YA （2003年、水谷公生、柳田ヒロ）
- JAPÃO （2011年、小野リサ）

### DVD
- パンデイロ入門 （2011年、Paola corporation）
- 続・パンデイロ入門 プレミアム レッスン(2014年 Paola corporation)

### 関連書籍
- 『パーカッション・マガジン vol2』 リットーミュージック 2007年 ISBN 9784845614578